# (31318) 1998 GQ10
1998 جي كيو 10 (ويعرف أيضًا باسم (31318) 1998 جي كيو 10 وفق تسمية الكوكب الصغير) (بالإنجليزية: 1998 GQ10)‏ هو كويكب ضمن حزام الكويكبات؛ وترتيبه 31318 من حيث الاكتشاف.
اكتُشف هذا الجُرم الفلكي بواسطة John V. McClusky ‏ في 4 أبريل 1998.

## وصلات خارجية
- (31318) 1998 GQ10 في قاعدة بيانات مختبر الدفع النفاث لأجرام النظام الشمسي الصغيرة

- الاكتشاف · مخطط المدار ·  العناصر المدارية · المعلمات المادية

- (31318) 1998 GQ10 على موقع ويكي سكاي: DSS2, SDSS, GALEX, IRAS, Hydrogen α, X-Ray, Astrophoto, Sky Map, Articles and images